# デイヴィッド・ガバイ
デイヴィッド・ガバイ（David Gabai、1954年7月7日 - ）は、アメリカの数学者であり、プリンストン大学数学科のヒューズ＝ロジャーズ数学教授（Hughes-Rogers Professor of Mathematics）である。  
彼の研究は、低次元トポロジーおよび双曲幾何学に焦点を当てている。

## 略歴
ガバイは1976年にマサチューセッツ工科大学（MIT）で学士号（数学）を取得し、1980年にプリンストン大学で数学の博士号を取得した。  彼の博士論文「Foliations and genera of links（葉層構造と結び目の属）」は、ウィリアム・サーストンの指導のもとで執筆された。
ハーバード大学およびペンシルベニア大学で教鞭をとった後、1986年から2001年までの期間の大半をカリフォルニア工科大学で過ごし、2001年からはプリンストン大学で教えている。 2012年から2019年までは、同大学数学科の学科長を務めた。

## 受賞歴
2004年、ガバイはアメリカ数学会より、3年ごとに授与されるヴェブレン幾何学賞を受賞した。
2010年には、インド・ハイデラバードで開催された国際数学者会議（ICM）でトポロジー分野の招待講演者を務めた。
2011年にはアメリカ国家科学アカデミーの会員に選出され、  2012年にはアメリカ数学会フェローにも選出された。
さらに2014年には、アメリカ芸術科学アカデミーの会員にも選出された。

## 研究
デイヴィッド・ガバイは、過去30年間にわたり3次元多様体のトポロジーにおいて中心的な役割を果たしてきた。  
彼および共同研究者による基礎的な成果には以下が含まれる：
- 3次元多様体における張り付き葉層構造（taut foliation）の存在
- R性質予想（Property R conjecture）
- 本質的層状構造（essential laminations）の理論的基礎の確立
- ザイフェルト多様体予想の解決
- ホモトピー双曲的多様体の剛性定理
- 真正な層状構造をもつ3次元多様体における弱双曲化
- 双曲3次元多様体に対するスマイル予想
- マーデンの従順性予想
- 最小体積の双曲3次元多様体がウィークス多様体であることの証明

## 主な業績
- Foliations and the topology of 3-manifolds   I: Journal of Differential Geometry 18 (1983), no. 3, 445–503  II–III: 同誌 26 (1987), no. 3, 461–536
- （ウルリッヒ・オアテルとの共著）Essential laminations in 3-manifolds, Annals of Mathematics 130 (1989), no. 1, 41–73
- Convergence groups are Fuchsian groups, Annals of Mathematics 136 (1992), no. 3, 447–510
- （G. R. Meyerhoff, N. Thurston との共著）Homotopy hyperbolic 3-manifolds are hyperbolic, Annals of Mathematics 157 (2003), no. 2, 335–431
- （ダニー・カレガリとの共著）Shrinkwrapping and the taming of hyperbolic 3-manifolds, Journal of the American Mathematical Society 19 (2006), no. 2, 385–446
- （G. R. Meyerhoff, P. Milley との共著）Minimum volume cusped hyperbolic three-manifolds, J. Amer. Math. Soc. 22 (2009), no. 4, 1157–1215